# Двадцять другого червня, рівно о четвертій годині
Двадцять другого червня, рівно о четвертій годині (1941) — пісня часів Другої світової війни. Слова були складені поетом Борисом Ковинєвим на музику популярного вальсу Єжи Петерсбурського «Синя хусточка». Пісня вигадана безпосередньо після початку війни (у період з 22 червня по 29 червня 1941 року) і миттєво поширилася по всій країні.
Розповідається про десятки варіантів текстів на цей мотив. Деякі пісні ще в 1940-і роки були записані на грамплатівки. Основних варіантів два: початковий, у якому описується мобілізація, і варіант, судячи зі змісту, початку 1942 року, темою якого є опис бойових дій до Московської битви.
У 1992 був випущений художній фільм «22 червня, рівно о 4 годині…» (режисер Борис Галкін).
Після російського вторгнення в Україну в лютому 2022 слова пісні набули нового символізму. Тоді близько четвертої-п'ятої ранку 24 лютого 2022 відбулися перші російські ракетні удари по Києву. 26 лютого 2022 року глава МЗС Латвії Едґар Рінкевич у своєму блозі Twitter заявив: «Росіяни, це про вас тепер: „Рівно о четвертій годині Київ бомбили, Нам оголосили, Що почалася війна…“».